# Celina Murga
Celina Murga (Paraná, Entre Ríos, 6 d'abril de 1973) és una directora de cinema i guionista argentina que ha obtingut diversos premis.

## Activitat al cinema
Va estudiar en la Universitat del Cinema en la qual després va romandre com a docent. Va ser guionista i directora de diversos curtmetratges, entre els quals  Interior-Noche  (1999) i  Una tarde feliz  (2002). També va treballar com a assistent de direcció en diverses pel·lícules:  Sábado  (2001),  Sólo por hoy  (2001) i  El fondo del mar  (2003). El seu primer llargmetratge  Ana y los otros  (2003) va rebre gran quantitat d'elogis i premis de la crítica especialitzada i va anar preclasificado d'interès per l'Instituto Nacional de Cine y Artes Audiovisuales. La segona pel·lícula titulada Una semana solos  (2007) va ser estrenada en el marc del Buenos Aires Festival Internacional de Cinema Independent i ha estat objecte de distincions internacionals.
En 2009 ha obtingut una beca Rolex per a estudiar durant un any amb Martin Scorsese. Al 62è Festival Internacional de Cinema de Berlín el seu primer documental Escuela Normal va guanyar l'esment especial del Premi Caligari, que dona un jurat independent a la millor pel·lícula de l'exigent secció Fòrum.

## Filmografia
Directora
- Interior-Noche (1999)
- Una tarde feliz (2002)
- Ana y los otros (2003)
- Una semana solos (2007)
- Pavón (2010)
- Escuela Normal (2012)
- La tercera orilla (2014)

Guionista
- Interior-Noche (1999)
- Una tarde feliz (2002)
- Ana y los otros (2003)
- Una semana solos (2007)
- Pavón (2010)
- Escuela Normal (2012)
- La tercera orilla (2014)

Ajudant de direcció
- Sólo por hoy (2001)
- Sábado (2001)
- El fondo del mar (2003)

Edició
- La terraza (1997)
- Una tarde feliz (2002)

Productora
- Una tarde feliz (2002)
- Ana y los otros (2003)
- Escuela Normal (2012)
- La tercera orilla (2014)

## Premis i distinciones
Mostra Internacional de Cinema de Venècia
| Any  | Categoria                                           | Pel·lícula      | Resultat   |
| ---- | --------------------------------------------------- | --------------- | ---------- |
| 2003 | Setmana Internacional de la Crítica-Menció especial | Ana y los otros | Guanyadora |